# 完颜习室
完颜习室（11世纪？—1127年），又作完颜习失，金朝大臣，女真族，完颜氏。金源郡王完顏石土門的儿子。
康宗烏雅束时，因高丽在曷懒甸筑九城，于是习室跟随斡赛攻打高丽。辽天祚帝天庆三年（1113年），跟随阿骨打攻打宁江州，力战有功，授猛安。后跟随完颜斜也攻克中京（今内蒙古宁城县西大明城），至鸳鸯泺袭击天祚帝。击败西夏将领李良辅。与完颜娄室在余睹谷擒获天祚帝。金太宗天会三年（1125年），跟随完颜宗翰攻北宋，与完颜银术可围攻太原。次年，攻襄垣县，攻克潞城，降西京（今洛阳市），至开封府。受命统十二猛安军镇抚怀州、孟州险要。金世宗大定年间，谥号威敏（又作威敬）。